# Tadeusz Jerzy Wojno

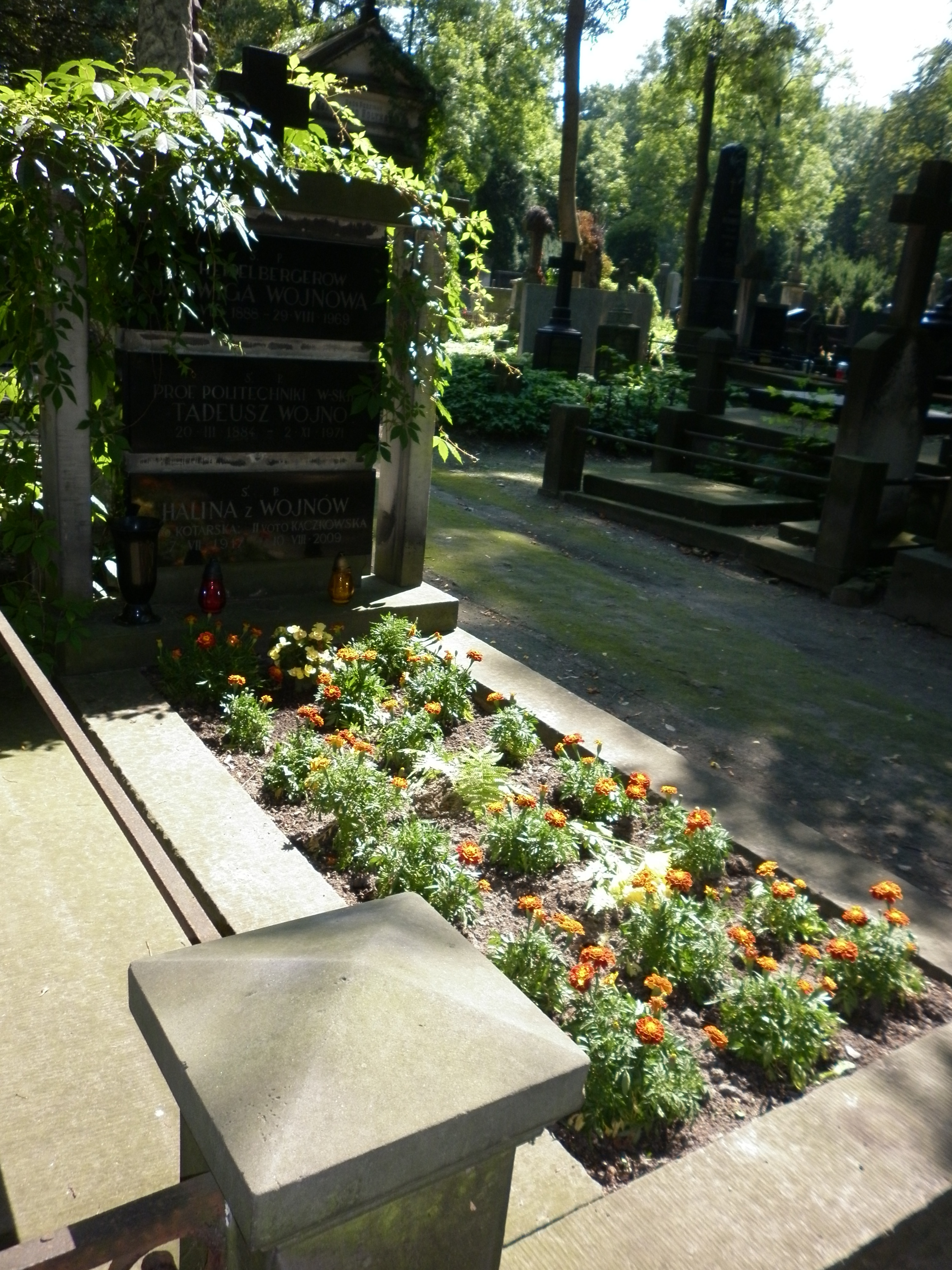
Grób Tadeusza Wojno na cmentarzu Powązkowskim

Tadeusz Jerzy Wojno (ur. 20 marca 1884 w Warszawie, zm. 2 listopada 1971 tamże) – polski mineralog, petrograf i krystalograf, profesor Politechniki Warszawskiej.

## Życiorys
Był synem inżyniera kolejowego Ludwika Jerzego Wojno herbu Ślepowron (1846–1903), i Władysławy z Sawickich (zm. 1923). Jego siostrą była okulistka i zakonnica – Zofia Wojno.
W 1902 roku ukończył V Gimnazjum Klasyczne w Warszawie i rozpoczął studia na Wydziale Fizyczno-Matematycznym Uniwersytetu Warszawskiego, lecz w 1905 roku został relegowany z uczelni za przygotowanie strajku młodzieży uniwersyteckiej, jednocześnie władze carskie nakazały mu opuścić teren kraju. Po wyjeździe do Szwajcarii przez kilka lat kontynuował studia w dziedzinie petrografii na Wydziale Filozoficznym Uniwersytetu w Zurychu, gdzie pod kierunkiem profesora Urlicha Grubenmanna przygotował pracę doktorską pt. „Petrografische Untersuchung der Casannaschiefer des mittleren Bagnetales (Wallis)”, którą obronił w 1911 roku uzyskując stopień doktora filozofii (z odznaczeniem). W latach 1911–1913 był asystentem profesora E.A. Wülfinga w Zakładzie Mineralogicznym Uniwersytetu w Heidelbergu, gdzie pracował m.in. nad diagramami izogon do oznaczania skaleni oraz nad zastosowaniem metody skupień w krystalografii. W latach 1913–1919 początkowo był asystentem, a następnie kustoszem zakładu i muzeum mineralogicznego w Politechnice Związkowej w Zurychu. W czasie I wojny światowej był sekretarzem Komitetu Samopomocy Polaków w Zurychu, rewidentem Polskiego Biura Prasowego w Bernie i członkiem Komitetu Pomocy dla Ofiar Wojny w Vevey.
Po powrocie do Polski w 1919 roku habilitował się na Uniwersytecie Warszawskim jako docent mineralogii, a następnie objął stanowisko profesora nadzwyczajnego w Szkole Głównej Gospodarstwa Wiejskiego w Warszawie. 1 września 1920 roku został mianowany profesorem nadzwyczajnym mineralogii i petrografii na Wydziale Chemicznym Politechniki Warszawskiej, a 21 stycznia 1928 roku otrzymał tytuł profesora zwyczajnego. Kierował tam Zakładem Mineralogii i Geologii. W latach 1922–1924 i 1935–1938 był dziekanem Wydziału Chemicznego Politechniki Warszawskiej. Do 1935 roku prowadził jednocześnie wykłady z krystalografii i petrografii na Uniwersytecie Warszawskim, a później w Wolnej Wszechnicy Polskiej w Warszawie i Łodzi. 
Wybrany ponownie dziekanem na roku akademicki 1939/40 sprawował faktycznie tę funkcję przez cały okres okupacji, będąc członkiem tajnego Senatu Uczelni. Po uruchomieniu przez Niemców w 1942 roku w gmachach politechnicznych Państwowej Wyższej Szkoły Technicznej został tam kierownikiem Wydziału Chemii Technicznej. W ostatnich miesiącach okupacji kierował też tajnymi Kursami Akademickimi na Wydziałach Chemicznymi i Elektryczno-Mechanicznym w Częstochowie.
26 czerwca 1945 roku został wybrany pierwszym dziekanem Wydziału Chemicznego Politechniki Łódzkiej. Po kilku tygodniach powrócił do Warszawy, gdzie przystąpił do tworzenia Katedry Mineralogii i Petrografii na Wydziale Chemicznym Politechniki Warszawskiej, w roku akademickim 1945/46 ponownie objął tam funkcję dziekana Wydziału Chemicznego. Nadal prowadził wykłady na Wydziałach Chemicznym i Włókienniczym Politechniki Łódzkiej, aż do roku 1949.
W latach 1949–1955, kontynuując pracę dydaktyczną, pracował w Muzeum Ziemi, będąc inicjatorem i twórcą Kartoteki Minerałów Polskich. 1 października 1960 roku przeszedł na emeryturę, do 1962 roku prowadził wykłady w Politechnice Warszawskiej.
Dorobek naukowy Tadeusza Wojno obejmuje ponad 50 publikacji, kilka podręczników z zakresu petrografii. W 1948 roku wydał jeden z pierwszych skryptów w Politechnice Łódzkiej – „Krystalografia i mineralogia”.
Zmarł 2 listopada 1971 roku po długotrwałej chorobie. Został pochowany w grobie rodzinnym na cmentarzu Powązkowskim w Warszawie (kwatera N-4-24).

## Ordery i odznaczenia
- Krzyż Komandorski Orderu Odrodzenia Polski (11 listopada 1937)[3]
- Medal 10-lecia Polski Ludowej (19 stycznia 1955)[4]